# The candy man
The candy man is een lied geschreven door Leslie Bricusse en Anthony Newley. Zij schreven het voor Aubrey Woods, eigenaar van de snoepwinkel in de film Willy Wonka & the Chocolate Factory. Het boek van Roald Dahl waarop de film gebaseerd is bevat wel de teksten van de andere gebruikte liedjes, maar deze ontbreekt. Het nummer was kennelijk een erg Amerikaanse aangelegenheid, want het kreeg in Europa nauwelijks hitnoteringen. Het lied dook echter wel steeds op in televisieprogramma’s en allerlei films variërend van The Simpsons tot Scrubs en The Fabulous Baker Boys tot Madagascar. Anthony Newley zingt het nummer op zijn album Pure Imagination uit 1971. Er zijn covers bekend van Sammy Davis jr. met The Mike Curb Congregation, Ray Conniff (album Alone again naturally) en Tommy Motola.

## Hitnotering
Degene die het meest succes had met dit lied was Sammy Davis jr. Hij nam het op voor MGM Records en haalde er voor drie weken lang een nummer 1-hit mee in de Billboard Hot 100. Daarentegen haalde hij in het Verenigd Koninkrijk en België geen notering in de singlelijsten.

### Nederlandse Top 40
| Positie: | 31 | 25 | 23 | 34 | uit |

### NederlandseDaverende 30
| Positie: | 28 | uit |

### NPO Radio 2 Top 2000
The Candy Man stond alleen in 1999 in de NPO Radio 2 Top 2000, op plek 1970.